# 唐語林
唐語林，北宋王讜小说作品，凡八卷。

## 內容體例
宋代王讜仿南朝《世說新語》的體例，撰寫《唐語林》，按內容分門記述，共五十二門，取材唐人五十家筆記小說，重在倫理教化。明初亡佚，僅有嘉靖初年齊之鸞所刻殘本，清代乾隆時修《四庫全書》，從《永樂大典》中編成四卷，以《補遺》的名義附后，始有足本八卷。今有《聚珍板》本、《惜陰軒叢書》本、《墨海金壺》本、《守山閣叢書》本。

### 四庫全書總目評論
《四庫全書總目》評：“是書雖仿《世說》，而所紀典章故實，嘉言懿行，多與正史相發明，視劉義慶之專尚清談者不同。且所採諸書，存者亦少，其裒集之功，尤不可沒。”